# Shegaon
Shegaon es una ciudad y  municipio situada en el distrito de Buldana en el estado de Maharashtra (India). Su población es de 59672 habitantes (2011). Se encuentra a 550 km al este de Bombay.

## Demografía
Según el censo de 2011 la población de Shegaon era de 59672 habitantes, de los cuales 30547 eran hombres y 29125 eran mujeres. Shegaon tiene una tasa media de alfabetización del 89,70%, superior a la media estatal del 82,34%: la alfabetización masculina es del 93,69%, y la alfabetización femenina del 85,56%.

## Clima
| Parámetros climáticos promedio de Shegaon | Parámetros climáticos promedio de Shegaon | Parámetros climáticos promedio de Shegaon | Parámetros climáticos promedio de Shegaon | Parámetros climáticos promedio de Shegaon | Parámetros climáticos promedio de Shegaon | Parámetros climáticos promedio de Shegaon | Parámetros climáticos promedio de Shegaon | Parámetros climáticos promedio de Shegaon | Parámetros climáticos promedio de Shegaon | Parámetros climáticos promedio de Shegaon | Parámetros climáticos promedio de Shegaon | Parámetros climáticos promedio de Shegaon | Parámetros climáticos promedio de Shegaon |
| Mes                                       | Ene.                                      | Feb.                                      | Mar.                                      | Abr.                                      | May.                                      | Jun.                                      | Jul.                                      | Ago.                                      | Sep.                                      | Oct.                                      | Nov.                                      | Dic.                                      | Anual                                     |
| ----------------------------------------- | ----------------------------------------- | ----------------------------------------- | ----------------------------------------- | ----------------------------------------- | ----------------------------------------- | ----------------------------------------- | ----------------------------------------- | ----------------------------------------- | ----------------------------------------- | ----------------------------------------- | ----------------------------------------- | ----------------------------------------- | ----------------------------------------- |
| Temp. máx. media (°C)                     | 30                                        | 32.8                                      | 37                                        | 40.4                                      | 42                                        | 37.3                                      | 31.5                                      | 30.3                                      | 31.3                                      | 33.2                                      | 31.2                                      | 29.8                                      | 33.9                                      |
| Temp. media (°C)                          | 22.1                                      | 24.4                                      | 28.7                                      | 32.8                                      | 35                                        | 31.7                                      | 27.7                                      | 26.8                                      | 27.2                                      | 26.9                                      | 23.5                                      | 21.6                                      | 27.4                                      |
| Temp. mín. media (°C)                     | 14.3                                      | 16.1                                      | 20.4                                      | 25.2                                      | 28.1                                      | 26.1                                      | 24                                        | 23.4                                      | 23.2                                      | 20.6                                      | 15.9                                      | 13.9                                      | 20.9                                      |
| Precipitación total (mm)                  | 4                                         | 3                                         | 8                                         | 5                                         | 11                                        | 105                                       | 171                                       | 148                                       | 143                                       | 41                                        | 7                                         | 8                                         | 654                                       |
| Fuente:                                   |                                           |                                           |                                           |                                           |                                           |                                           |                                           |                                           |                                           |                                           |                                           |                                           |                                           |